# 수상시장

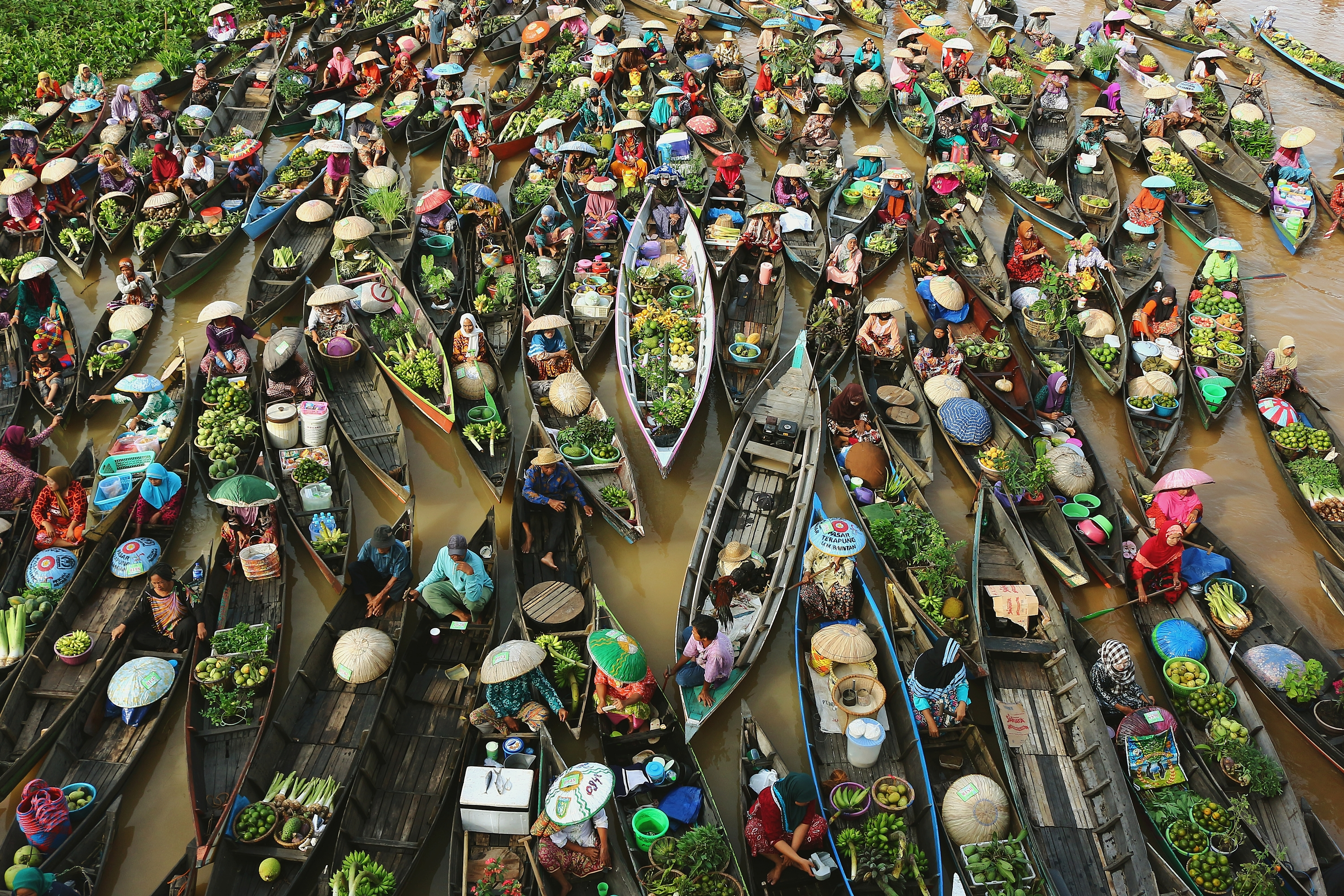
인도네시아 반자르마신의 수상시장

수상시장(水上市場)은 배에서 물건을 파는 시장이다. 수상 운송이 일상 생활에서 중요한 역할을 했던 시대와 장소에서 유래되었다. 오늘날 운영되는 대부분의 수상시장은 주로 관광 명소로 사용되며, 주로 미얀마, 태국, 인도네시아, 베트남, 스리랑카, 방글라데시, 인도에서 찾아볼 수 있다.